# Катюша (реактивна установка)
Катюша — неофіційна назва реактивних систем залпового вогню БМ-8 (калібр 82 мм), БМ-13 (калібр 132 мм) та БМ-31 (калібр 310 мм). Система перебувала на озброєнні Червоної армії під час Другої світової війни.

## Історія

### До першого застосування під Оршею

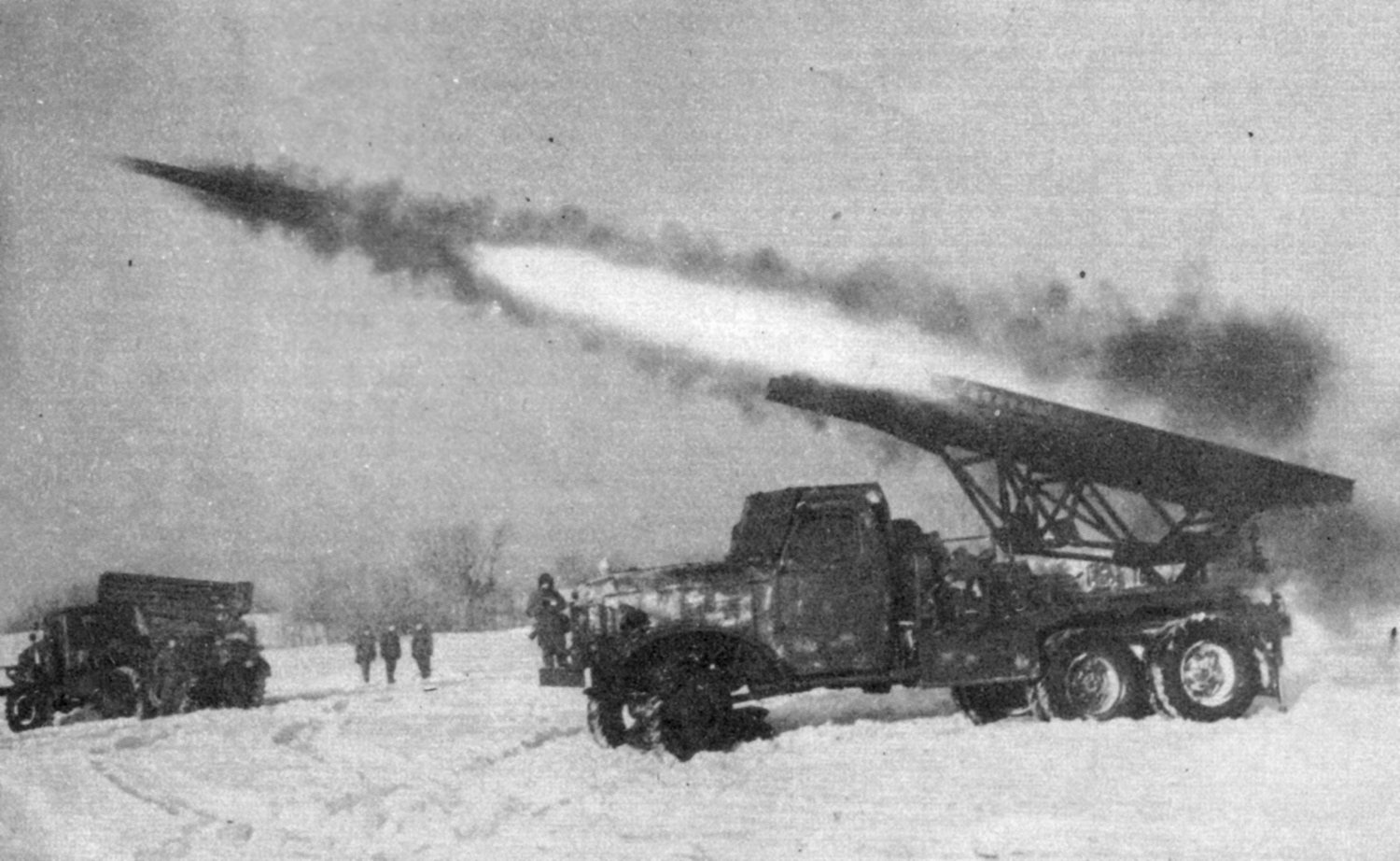
Бойове застосування гвардійського реактивного міномета «Катюша»

У списку договірних робіт, що проводилися Реактивним Науково-Дослідним Інститутом (РНДІ) для Автобронетанкового Управління (АБТУ), остаточний розрахунок за яким мав проводитися в першому кварталі 1936 року, згадується договір № 251618с від 26 січня 1935 — дослідний зразок ракетної установки на танку БТ-5 з 10-ма ракетами. Подібні ракети спочатку розроблялися під установку на літаки Су-2.
У 1938-1941 І. І. Гвай, В. Н. Галковський, А. П. Павленко, А. С. Попов та інші створили багатозарядну пускову установку, змонтовану на вантажному автомобілі.
Ракетна механізована установка призначалася для забезпечення хімічного нальоту ракетними хімічними снарядами /СОВ і НОВ/ 132 мм з ємністю 7 літрів. Установка дозволяла вести вогонь по площах як одиночними пострілами, так і залпом у 2 — 3 — 6 — 12 і 24 постріли. «Установки, зведені в батареї 4 — 6 машин, представляють із себе дуже рухливий і потужний засіб хімічного нападу на дистанцію до 7 кілометрів».
Установка і 132 мм ракетний хімічний снаряд на 7 літрів отруйної речовини пройшли успішно полігонні і державні випробування, прийняття їх на озброєння було заплановано в 1939 році.
В таблиці практичної влучності ракетно-хімічних снарядів зазначалися дані механізованої автомобільної установки для раптового нападу стрільбою хімічними, осколково-фугасними, запальними, освітлювальними та ін. ракетними снарядами. I-й варіант без приладу наведення — кількість снарядів одного залпу — 24, загальна вага отруйної речовини випуску одного залпу — 168 кг, 6 автомобільних установок замінюють сто двадцять гаубиць калібру 152 мм, швидкість перезаряджання автомашини на 24 постріли — 5-10 хв., кількість обслуговчого персоналу — 20-30 чол. на 6 автомашинах. В артилерійських системах 3 Артполку. II-варіант з приладом управління.
Відділу 2н НДІ № 3 в 1940 році пропонувалося виконати роботи по таких об'єктах
- Об'єкт 213 — Електрифікована установка на ЗІС для стрільби освітлювальними та сигнальними РС калібрів 140—165 мм[6].
- Об'єкт 214 — Установка на двовісному причепі з 16-ма напрямними завдовжки 6 м для РС калібрів 140—165 мм. (переробка і пристосування об'єкта 204).
- Об'єкт 215 — Електрифікована установка на ЗІС-6 з возимим запасом РС і великим діапазоном кутів наведення.
- Об'єкт 216 — Зарядний ящик для РС на причепі.
- Об'єкт 217 — Установка на двовісному причепі для стрільби ракетами дальньої дії.
- Об'єкт 218 — Зенітна рухома установка на 12 шт. РС калібру 140 мм з електричним приводом.
- Об'єкт 219 — Зенітна стаціонарна установка на 50-80 РС калібру 140 мм.
- Об'єкт 220 — Командна установка на автомобілі ЗІС-6 з генератором електричного струму, пультом наведення і управління стрільбою.
- Об'єкт 221 — Універсальна установка на двовісному причепі для можливих полігонних відстрілів РС калібрів від 82 до 165 мм.
- Об'єкт 222 — Механізована установка для супроводу танків.
- Об'єкт 223 — Впровадження в промисловість серійного виробництва механізованих установок.

### Конструкторський склад
У листі в. о. директора НДІ № 3 Костікова А. Г. про можливості подання в КВШ при РНК СРСР даних для присудження премії товариша Сталіна, за результатами робіт в період з 1935 по 1940 роки, зазначаються такі учасники робіт
- ракетна автоустановка для раптового, потужного артилерійського і хімічного нападу на противника з допомогою ракетних снарядів — Автори за заявочним свідченням ГБ ЗА № 3338 9.II.40г (авторське свідоцтво № 3338 від 19 лютого 1940 року) Костіков Андрій Григорович, Гвай Іван Сидорович, Аборенков Василь Васильович.
- тактико-технічне обґрунтування схеми і конструкції автоустановки — конструктори: Павленко Олексій Петрович і Галковский Володимир Миколайович.
- відпрацювання ракетних осколково-фугасних хімічних снарядів калібру 132 мм — Шварц Леонід Емільович, Артем'єв Володимир Андрійович, Шитов Дмитро Олександрович.

### Початок «гвардійської» історії
У березні 1941 проведено успішні полігонні випробування установок БМ-13 зі снарядом калібру 132 мм.
Рішення про термінове розгортання серійного виробництва реактивних снарядів М-13 і пускової установки, що одержала офіційну назву БМ-13, було прийнято за кілька годин до початку німецько-радянської війни. Поява цієї грізної техніки, яку згодом прозвали «Катюшами», виявилася для німців великою несподіванкою.
Перша окрема експериментальна батарея польової реактивної артилерії з семи установок була відправлена на фронт у ніч із 1 на 2 липня 1941 під командуванням капітана Івана Андрійовича Фльорова. Своїм першим залпом батарея повністю знищила залізничний вузол Орша разом із німецькими ешелонами, що перебували на ньому.
Виняткова ефективність цієї зброї сприяла швидкому нарощуванню темпів виробництва реактивного озброєння. У міру надходження бойової техніки від промисловості почалося формування полків реактивної артилерії, один залп кожного з яких становив 576 снарядів. При цьому жива сила й бойова техніка противника знищувалися на площі понад один квадратний кілометр.
Реактивний 132-мм осколково-фугасний снаряд та пускова установка БМ-13 були прийняті на озброєння артилерії 21 червня 1941.
26 червня 1941 на заводі імені Комінтерну у Воронежі було завершене складання перших двох серійних пускових установок БМ-13 на шасі ЗІС-6. Наступного дня установки були відправлені своїм ходом до Москви.
Вперше застосовано в бойових умовах 14 липня 1941 в районі Рудні.

## Характеристики
- Боєкомплект механізованої установки /на ЗІС-6/ для пуску хімічних і осколково-фугасних снарядів калібру 132 мм /МУ-132/ становив 16 ракетних снарядів.
- Система ведення вогню передбачала можливість стрільби як одиночними снарядами, так і залпом всього боєкомплекту.
- Час, необхідний для здійснення залпу з 16 ракет — 3,5 — 6 секунд.
- Час, необхідний для перезарядження боєкомплекту — 2 хвилини командою з 3 чол.
- Маса конструкції з повним боєкомплектом 2350 кг становив 80 % від розрахункової навантаження автомашини.

## Модифікації
- У вересні-жовтні 1941 року за завданням Головного Управління Озброєння Гвардійських Мінометних Частин була розроблена установка М-13 на допрацьованому під монтаж шасі трактора СТЗ-5 НАТІ. Розробка була доручена воронезькому заводу їм. Комінтерна та СКБ при московському заводі «Компресор». СКБ виконав розробку більш якісно, і дослідні зразки були виготовлені і випробувані в короткі терміни. В результаті цього установка була прийнята на озброєння і запущена в серійне виробництво.

- У грудневі дні 1941 року СКБ за завданням Головного автобронетанкового управління Червоної Армії розробив, зокрема, для оборони міста Москви 16-зарядну установку на броньованій залізничній платформі. Установка являла собою метальну установку серійної установки М-13 на доопрацьованому шасі вантажного автомобіля ЗІС-6 зі зміненим підставою.

- На технічній нараді в СКБ 21 квітня 1942 року було прийнято рішення про розробку нормалізованої установки, відомої як М-13Н (після війни БМ-13Н).

Метою розробки було створення досконалішої установки, в конструкції якої були б враховані всі зміни, внесені раніше в різні модифікації установки М-13 і створення такої метальної установки, яку можна було б виготовляти і збирати на стенді та в зібраному вигляді встановлювати і збирати на шасі автомашини будь-якої марки без великої переробки технічної документації, як це мало місце раніше. 

Мета була досягнута розчленуванням установки М-13 на окремі вузли. Кожен вузол розглядався як самостійний виріб з присвоєнням йому індексу, після чого він міг бути використаний як складовий виріб в будь-якій установці.

## Галерея

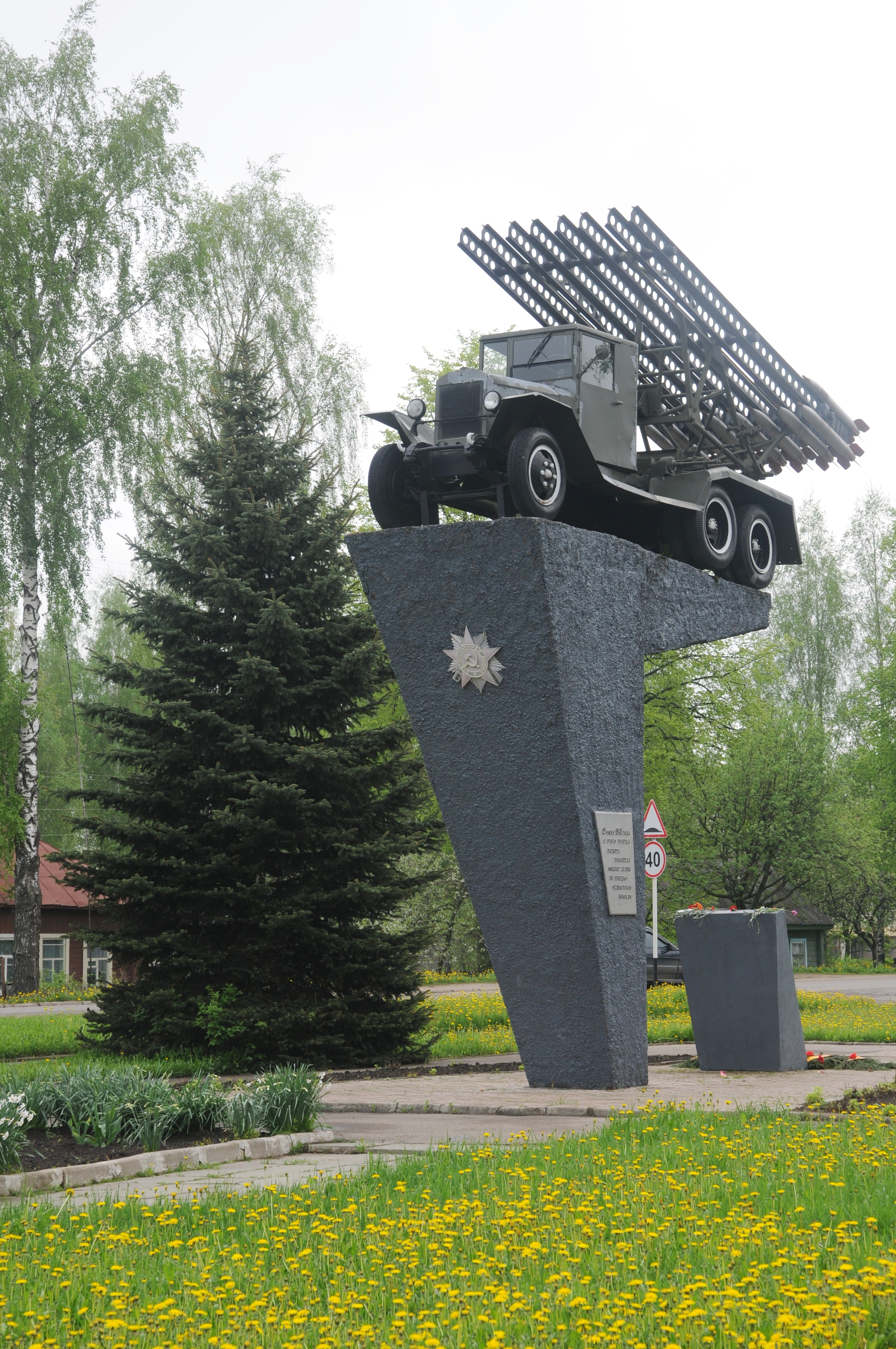
Монумент "Катюша" в місті Рудня, присвячений   ракетній батареї капітана І. А. Флерова
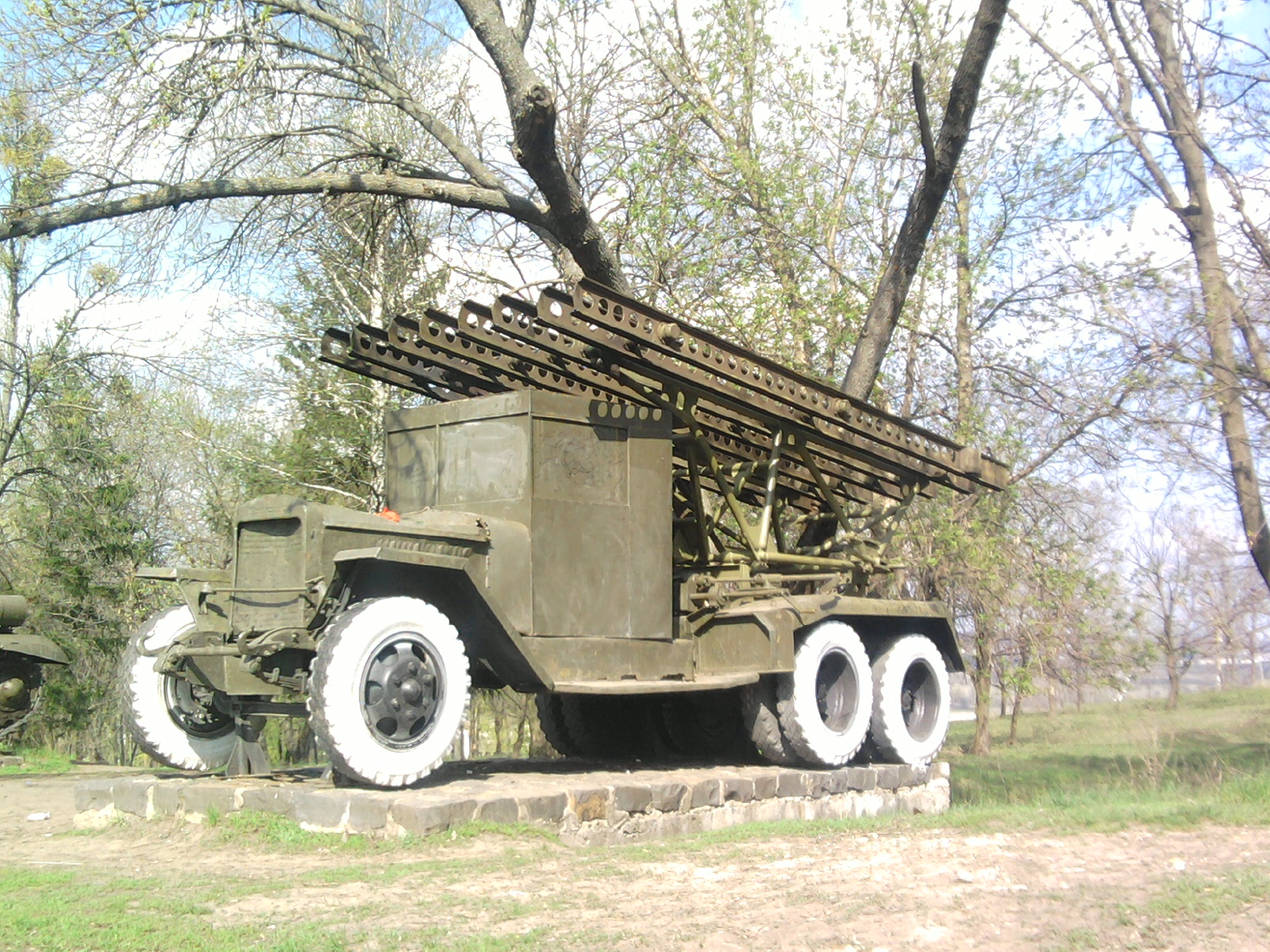
Катюша на пагорбі Крем'янець в Ізюмі
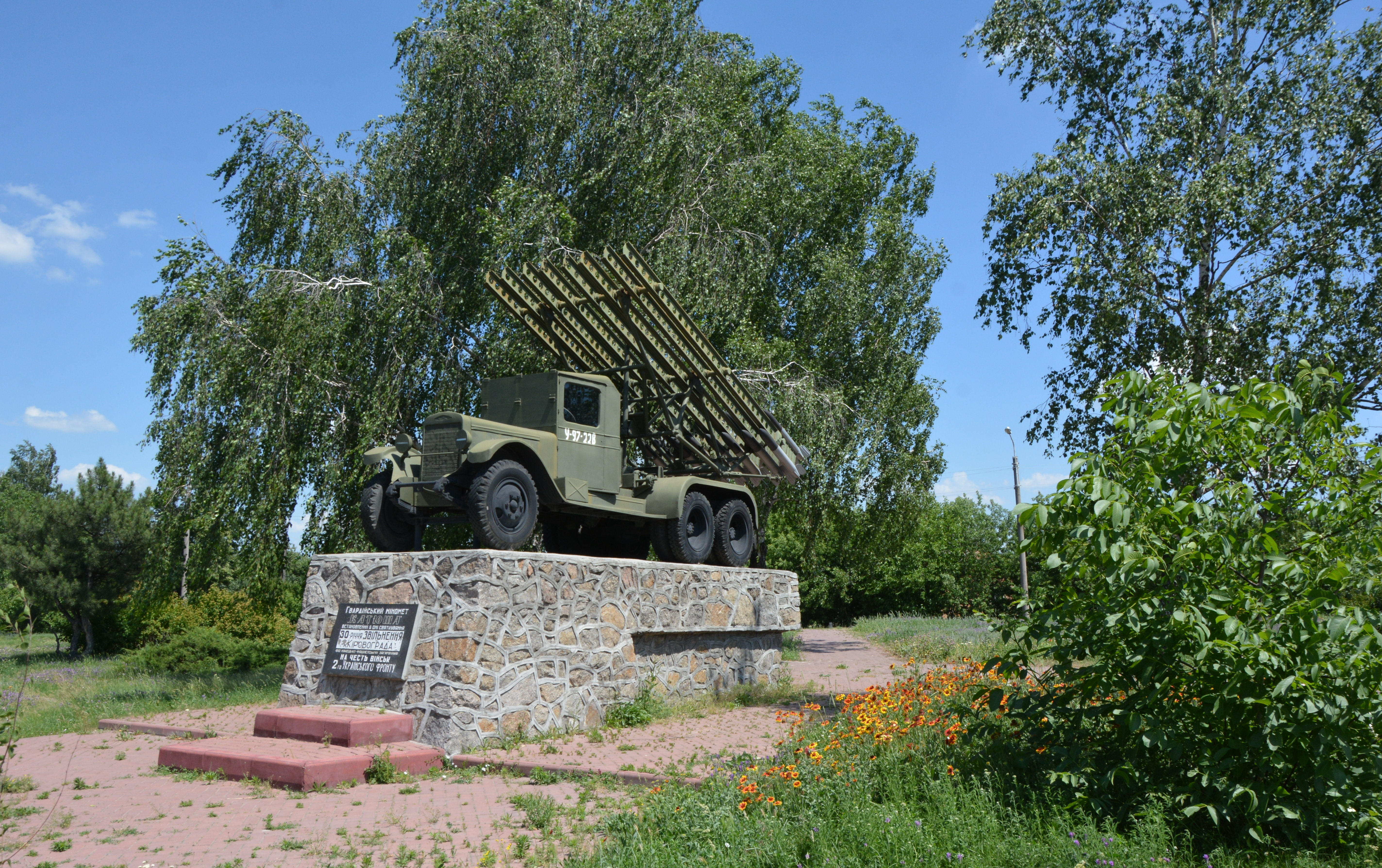
Пам'ятник при в'їзді до Кропивницького
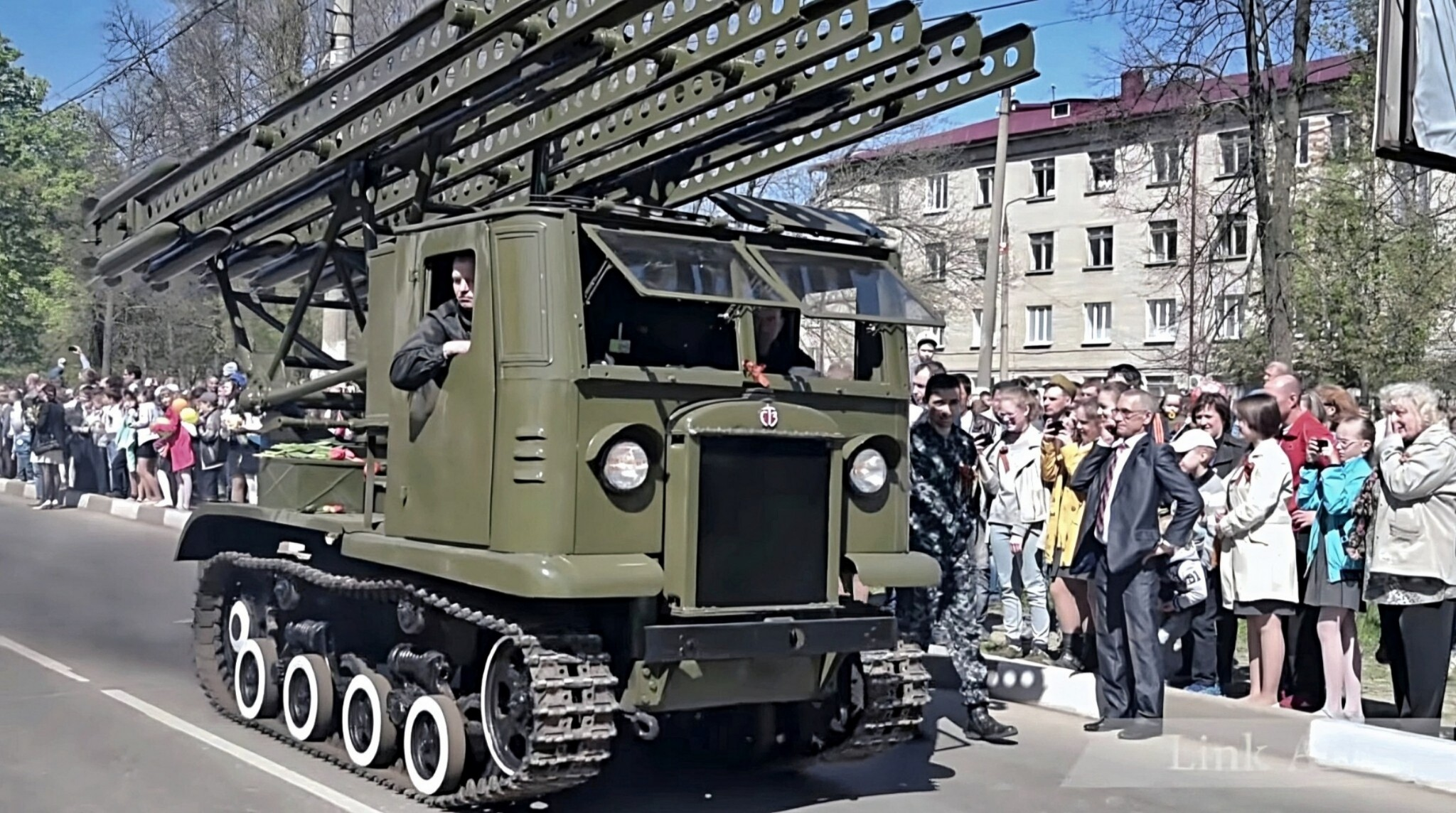
БМ-13-16 на шасі трактора СТЗ-5-НАТІ
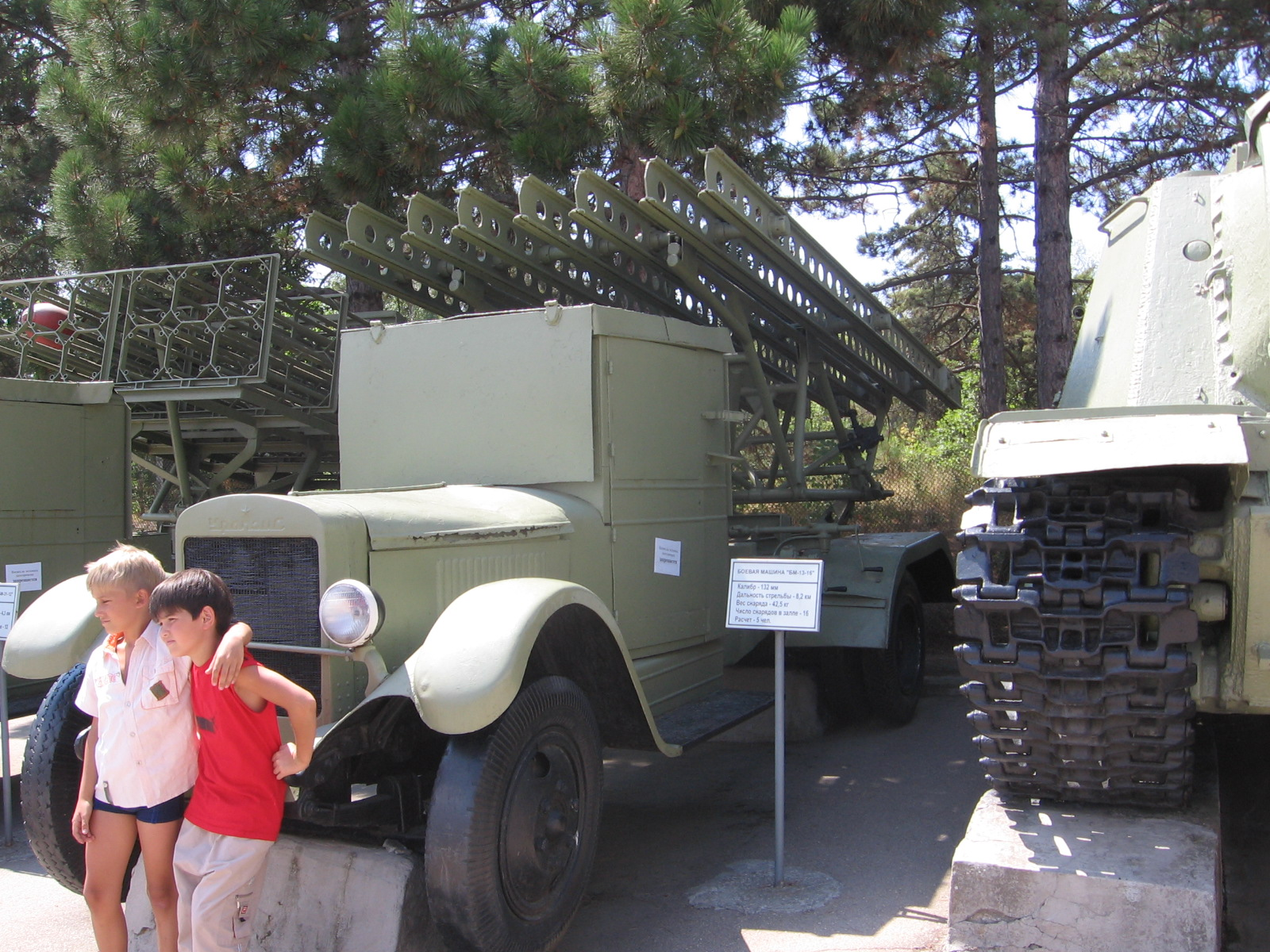
БМ-13-16 на шасі ЗІС (Музей на Сапун-горі, Севастополь)
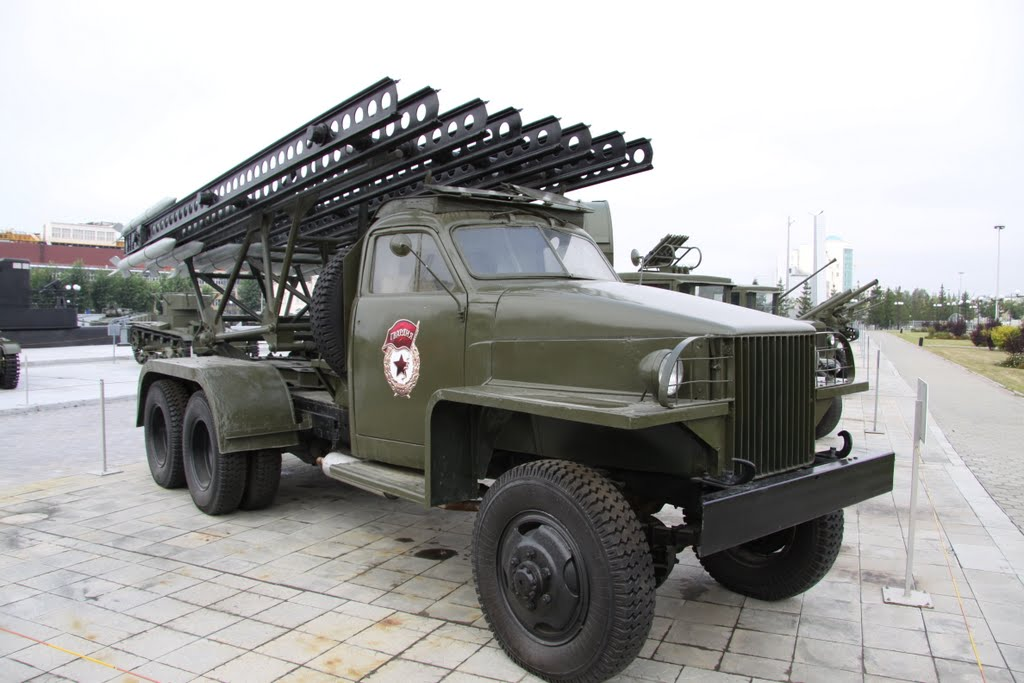
БМ-13Н (нормалізована) «катюша» на шасі Studebaker US6
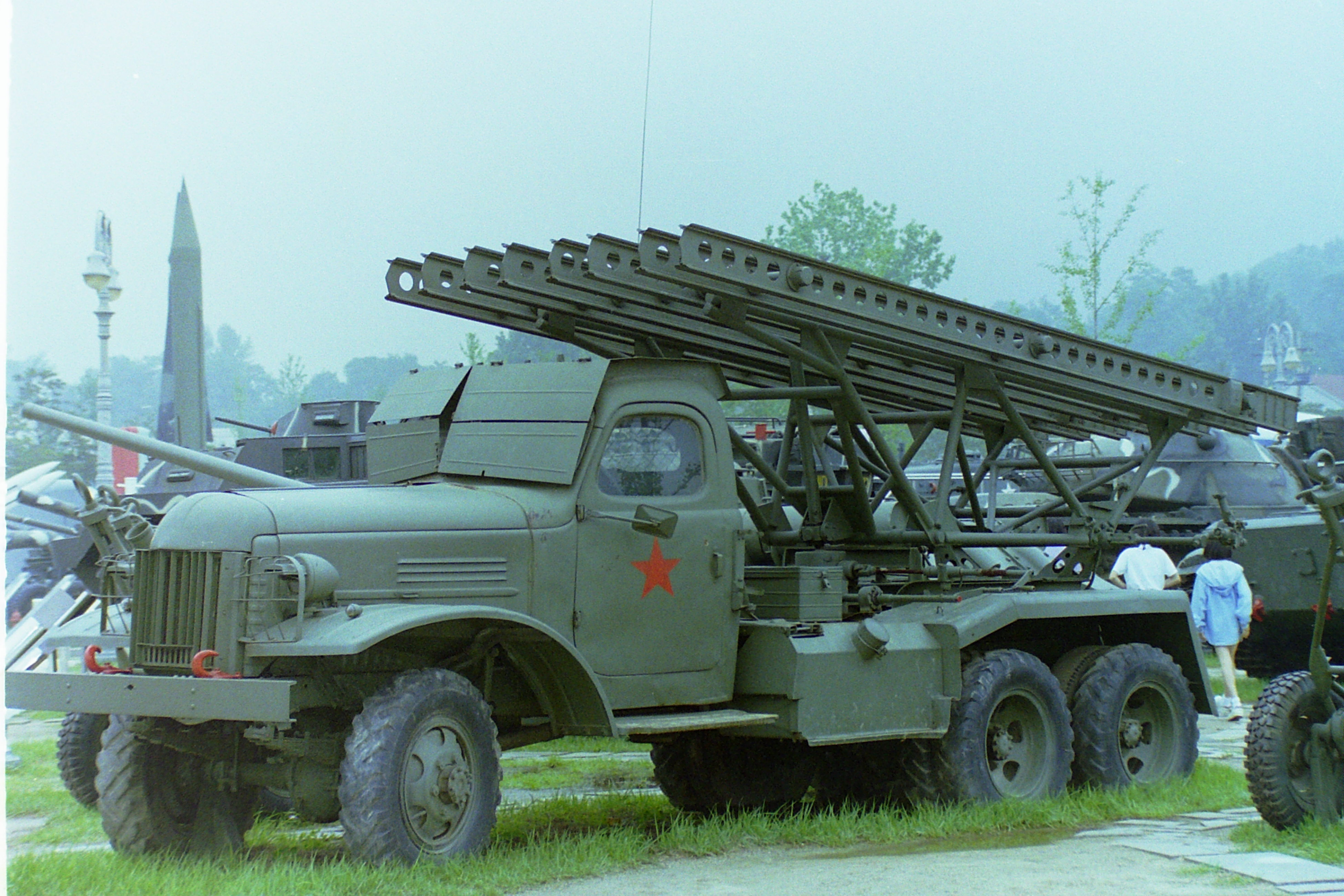
Післявоєнна «катюша» БМ-13Н на шасі ЗіС-151
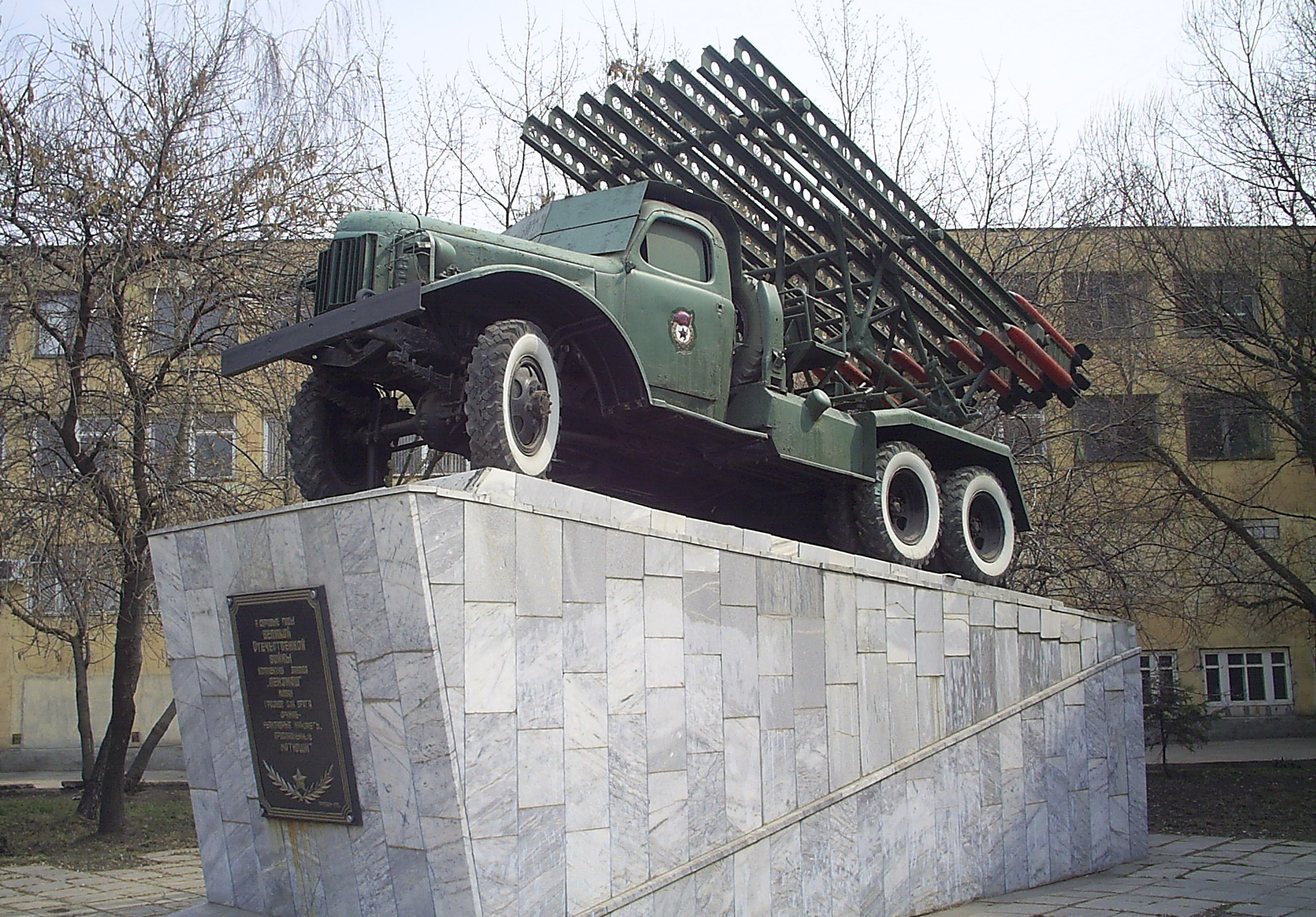
Пам'ятник «Катюша». Пенза, 1982 р.
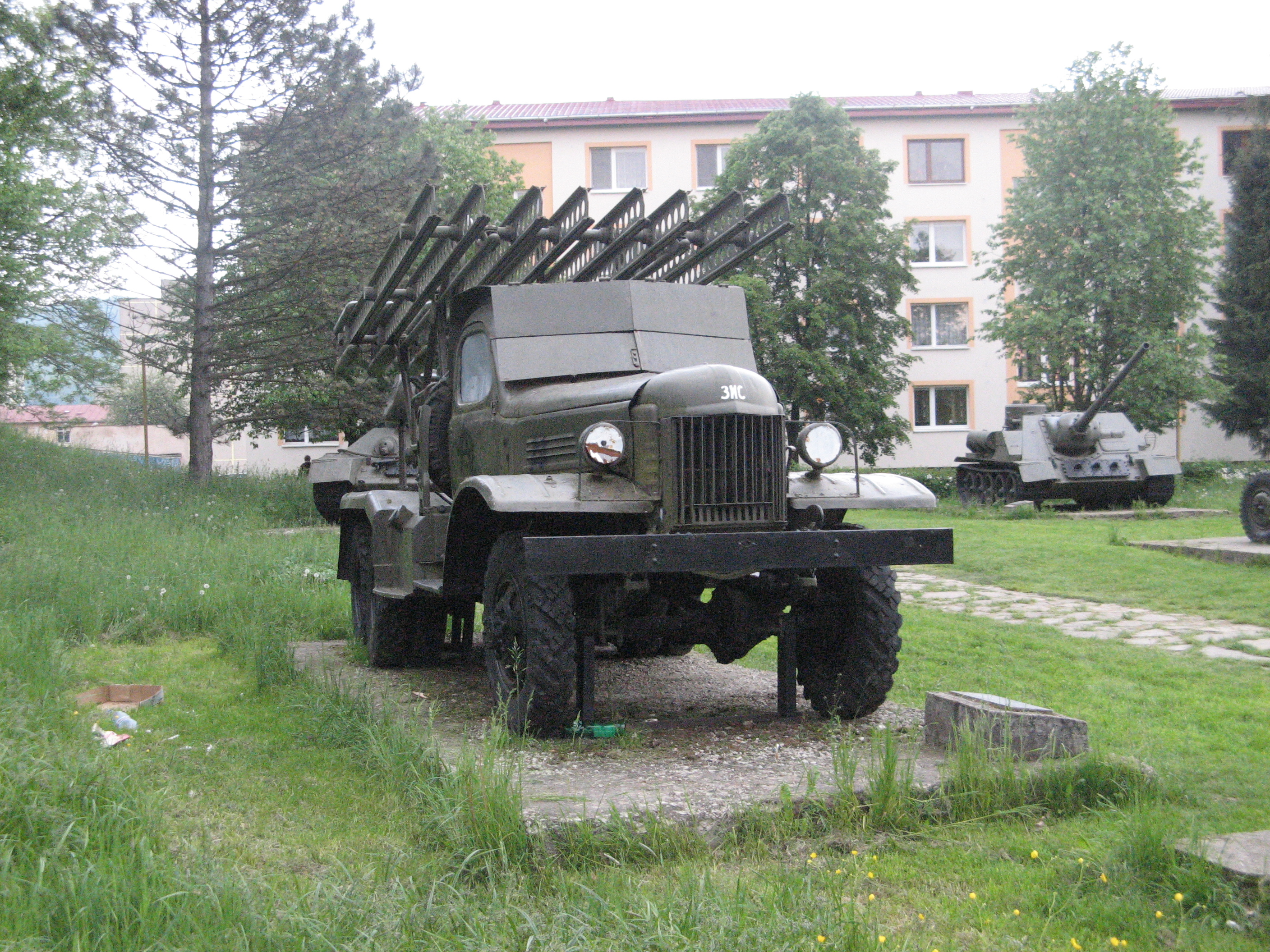
БМ-13 на шасі ЗіС-151
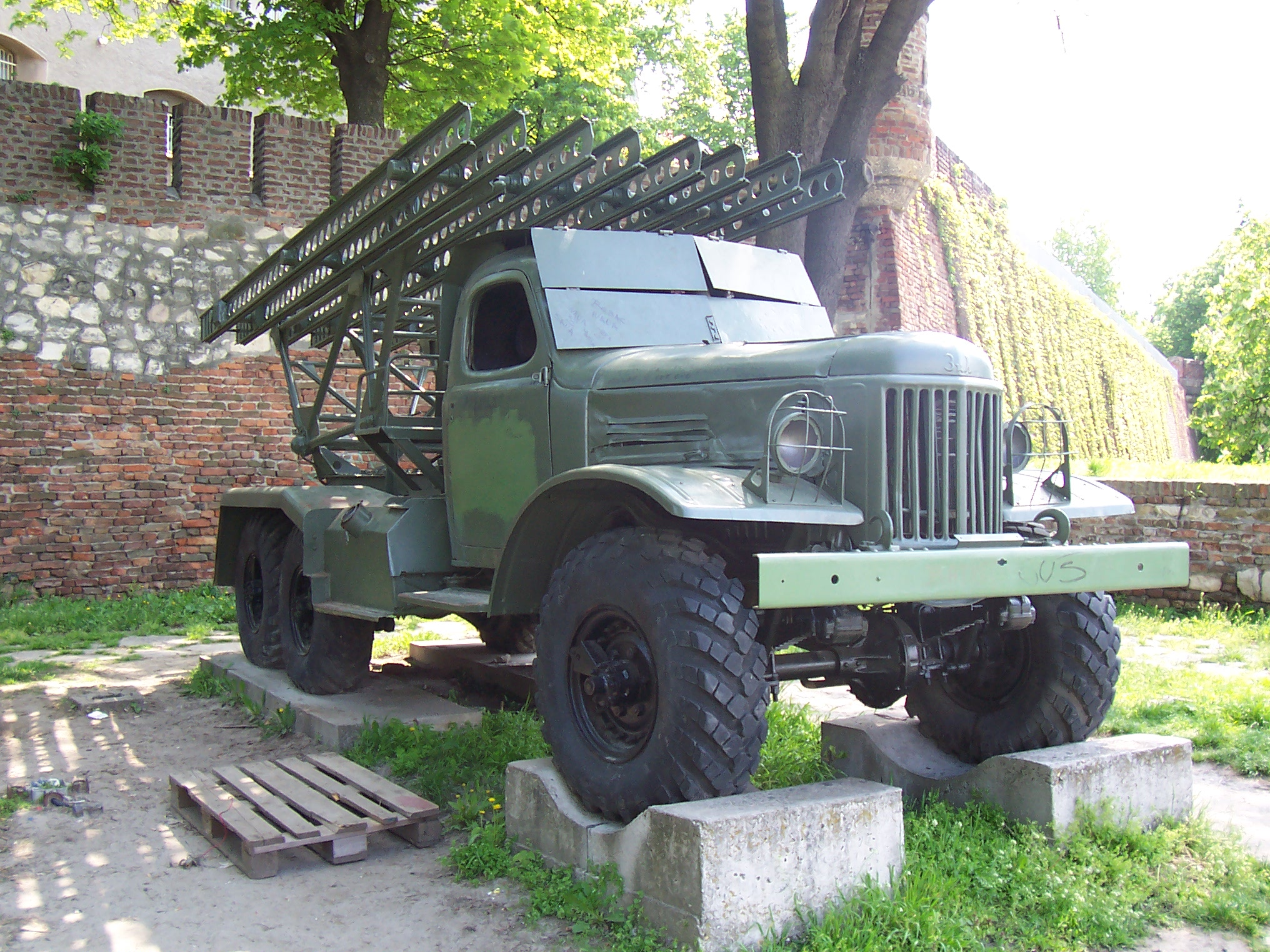
Післявоєнна БМ-13Н «катюша» на шасі ЗіЛ-157 (Белград)
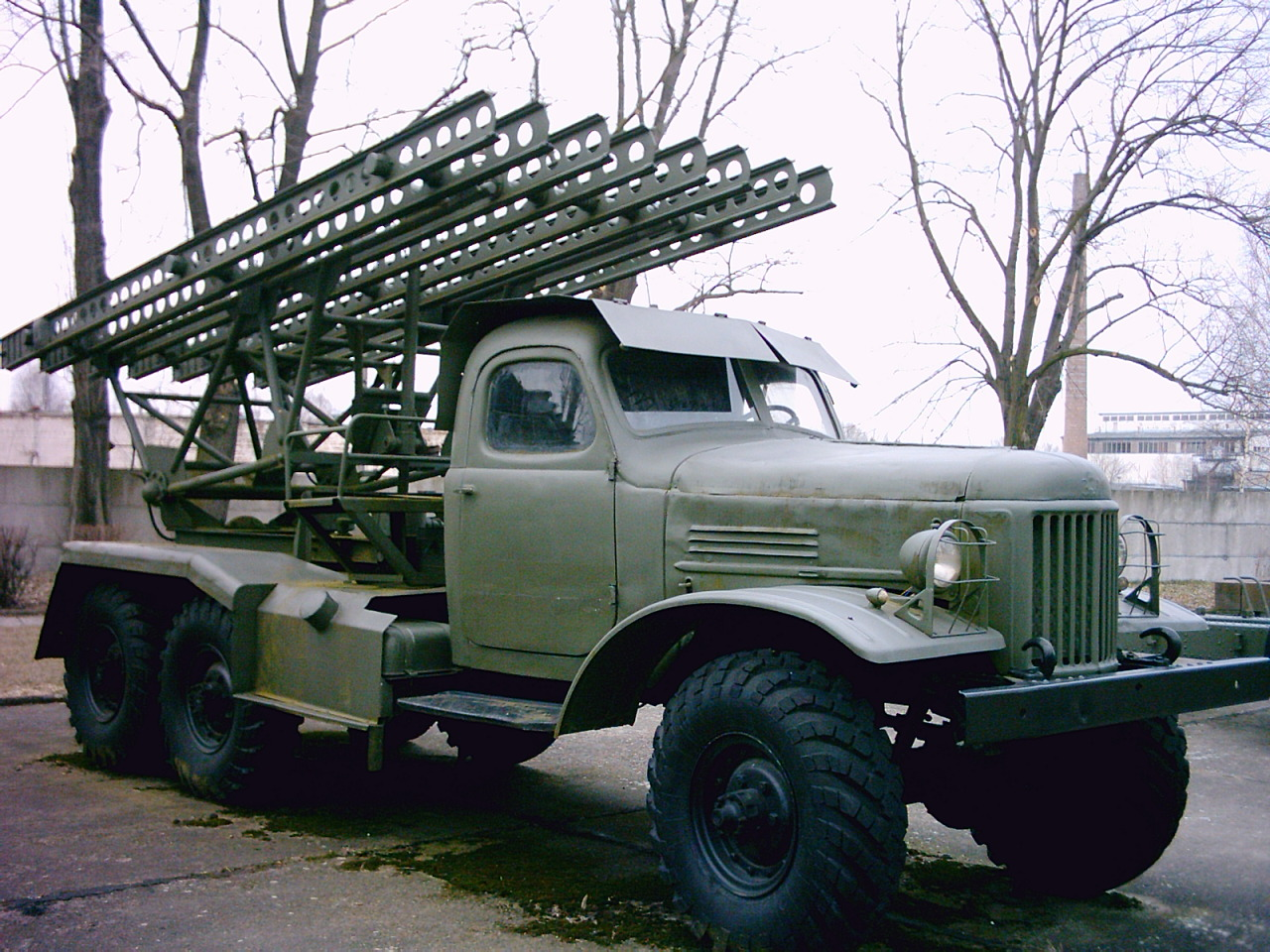
БМ-13 на шасі ЗіЛ-157